# فاسينت بانغورا
فاسينت بانغورا (بالفرنسية: Facinet Bangoura)‏ (مواليد 7 مارس 1972) هو سبّاح غيني، مثّل بلاده في الألعاب الأولمبية الصيفية 2000.

## روابط خارجية
فاسينت بانغورا على موقع الاتحاد الدولي للسباحة (الإنجليزية)
- فاسينت بانغورا على موقع أوليمبيديا (الإنجليزية)